# Chi Ngô đồng
Chi Ngô đồng (danh pháp khoa học: Firmiana) là một chi của thực vật có hoa thuộc họ Cẩm quỳ (trước đây thì người ta xếp nó vào họ Trôm). Tên của chi được đặt vinh danh Karl Joseph von Firmian (1716-1782), đại sứ đặc mệnh toàn quyền của Áo tại Ý và là nhà bảo trợ cho một thư viện có 40.000 đầu sách.

## Các loài
Chi Ngô đồng hiện nay được công nhận khoảng 16 loài.
- Firmiana bracteata
- Firmiana colorata - bo đỏ, ngô đồng đỏ, hỏa đồng
- Firmiana danxiaensis - ngô đồng Đan Hà
- Firmiana diversifolia
- Firmiana fulgens
- Firmiana hainanensis - ngô đồng Hải Nam
- Firmiana kerri
- Firmiana kwangsiensis - hỏa đồng Quảng Tây
- Firmiana major - ngô đồng Vân Nam
- Firmiana malayana
- Firmiana minabassae
- Firmiana papuana
- Firmiana pulcherrima - hỏa đồng mĩ lệ
- Firmiana simplex - ngô đồng
- Firmiana subglabra
- Firmiana sumawaensis

Các loài được ghi nhận có ở Trung Quốc là:
- F. calcarea (chưa dung giải)
- F. colorata
- F. danxiaensis
- F. hainanensis
- F. kwangsiensis
- F. major
- F. pulcherrima
- F. simplex (đồng nghĩa: F. platanifolia)

Các loài ghi nhận có ở Việt Nam bao gồm:
- F. colorata
- F. simplex.